# Miguel Ors Candela
Miguel Ors Candela (Barcelona, 31 d'agost de 1928 - Madrid, 3 de maig de 2020) fou un periodista espanyol, especialitzat en l'àrea d'esports. Residia a Madrid, i estava casat des de 1956 amb Margarita Villarejo Remartínez; tots dos eren pares de cinc fills i avis d'onze nets.
Va ingressar en Televisió espanyola en 1957, pocs mesos després de les seves primeres emissions. Els seus primers treballs van ser com a reporter en espais informatius. Molt aviat es va especialitzar en programes i retransmissions esportives, des de l'espai Todos los deportes (1962), continuant amb Graderío (1963), Campeones (1963), Cartel (1963), Ayer domingo (1965-1971), Gran premio (1966-1967) o Mirador de los deportes (1980). Entre 1962 i 1977 va presentar els esports en la Primera Edició del Telenotícies. Més tard es faria càrrec del programa Estudio Estadio, fins a 1983. A més, a l'abril de 1981 va ser nomenat cap d'informació esportiva del Mundial-82. Va ser enviat especial de Televisió Espanyola en cinc Campionats Mundials de Futbol, en sis Jocs Olímpics d'Estiu i en els Jocs Olímpics d'Hivern de Grenoble. Va ser també directiu de Televisió Espanyola. Va abandonar l'Ens Públic en 1992.
Va treballar també com a comentarista a Radio Peninsular i Radio Intercontinental.
Va ser subdirector dels diaris Pueblo i El Imparcial. Posteriorment va ser columnista del Diari ABC (des de 1982 fins 1999). Des de finals dels anys 90 escrivia al diari La Razón.
En 1970 se li va concedir la Medalla al Mèrit Esportiu. Era també Membre de la Reial Orde del Mèrit Esportiu, Antena de Oro 1965, Premi Ondas i Premi Nacional de Televisió Espanyola, entre altres nombrosos premis.